# Doctorul Ox
Doctorul Ox (franceză Le Docteur Ox) este titlul primei culegeri de povestiri aparținând scriitorului francez Jules Verne, apărută în 1874. Povestirile incluse în acest volum au apărut anterior în Magasin d'éducation et de récréation.

## Conținut
Sub titlul Doctorul Ox, editura Hetzel a publicat în 1874 patru povestiri fantastice scrise de Jules Verne în tinerețe:
- O fantezie a doctorului Ox (Une fantaisie du docteur Ox)
- Maestrul Zacharius, sau ceasornicarul care și-a pierdut sufletul (Maître Zacharius ou l'horloger qui avait perdu son âme)
- O iarnă printre ghețari (Un hivernage dans les glaces)
- O dramă în văzduh (Un drame dans les airs)

De asemenea, volumul mai include un text de non-ficțiune scris de fratele lui Jules Verne, Paul:
- Quarantième ascension du Mont-Blanc

## Intriga

### O fantezie a doctorului Ox
Într-un orășel liniștit din Flandra, doctorul Ox construiește o uzină menită să realizeze iluminatul public într-un mod neconvențional. Dar invenția sa are efecte negative asupra mediului: creșterea plantelor este accelerată, iar oamenii și animalele devin extrem de agresivi.

### Maestrul Zacharius, sau ceasornicarul care și-a pierdut sufletul
Toate orologiile și ceasurile fabricate de maestrul Zacharius se defectează. Disperat, el este dispus să facă un pact cu o ființă care întruchipează Timpul și care o dorește de soție pe fiica sa.

### O iarnă printre ghețari
O expediție de salvare pornește spre nord pentru a-l găsi pe Louis Cornbutte, dispărut pe mare în circumstanțe eroice. Echipate cu haine de blană și având cu ei câini special dresați, personajele ajung să petreacă iarna printre ghețari.

### O dramă în văzduh
În ridicării de la sol, în nacela unui balon se repede un necunoscut care vrea să urce tot mai sus, în timp ce rememorează istoria incidentelor legate de epopeea aparatelor mai ușoare ca aerul.

## Traduceri în limba română
- 1975 - Doctorul Ox, Ed. Ion Creangă, Colecția "Jules Verne", vol. 7, traducere Sanda Radian, 220 pag.

Cuprins:
| "O fantezie a doctorului Ox" "O dramă în văzduh" "O iarnă printre ghețari" "Domnul Re-Diez și domnișoara Mi-Bemol" | "Humbug" Zece ore de vânătoare" Peripețiile familiei Ronț" |

- 2001 - Doctor Ox, Ed. Regis, 176 pag., traducere Bogdan Z. Cosmin, ISBN 978-8373-06-5

Cuprins:
"Doctor Ox"
"Printre ghețurile eterne"
- 2003 - Doctor Ox, Ed. Corint, 208 pag., ISBN 973-653-461-8 - ediția respectă versiunea originală

- 2010 - Doctorul Ox, Ed. Adevărul, Colecția "Jules Verne", vol. 7, traducere Aurelia-Mihaela Hapaleți, Daniela-Andreea Andronic, Dan Starcu și Sanda Radian, 320 pag., ISBN 978-606-539-145-1

Cuprins:
| "O fantezie a doctorului Ox" "O dramă în văzduh" "O iarnă printre ghețari" "Domnul Re-Diez și domnișoara Mi-Bemol" | "Escrocheria" "Zece ore de vânătoare" "Aventurile familiei Raton" |